# Hirschenstein (Bayerischer Wald)

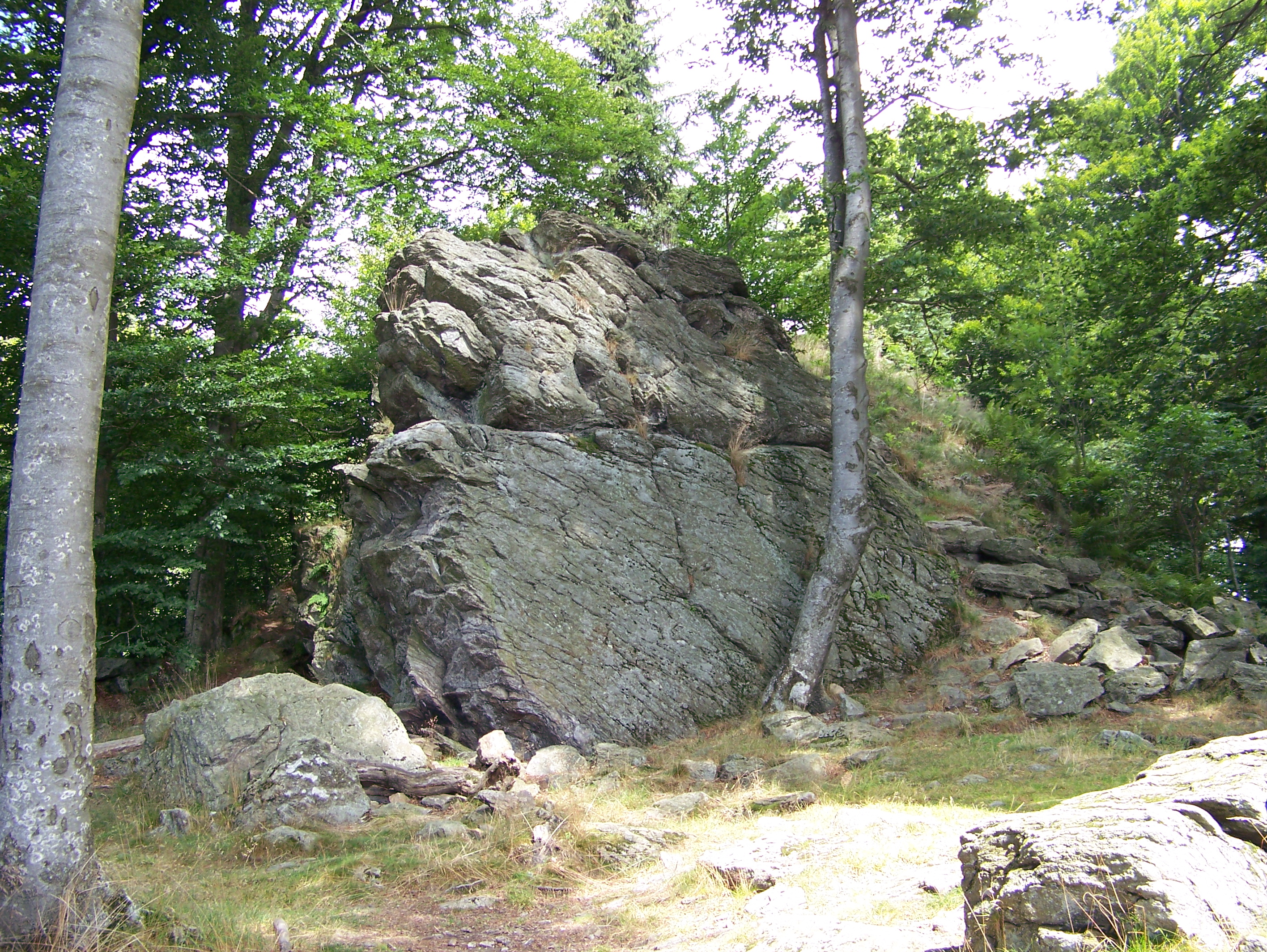
Foto des Gipfels

Der Hirschenstein ist ein 1095 m ü. NHN hoher Berg im Bayerischen Wald auf dem Grenzgebiet der Gemeinde Achslach im Landkreis Regen und der Gemeinden Schwarzach und Sankt Englmar im Landkreis Straubing-Bogen, dessen höchste Erhebung er ist. Im Gipfelbereich des von Buchenwäldern bewachsenen Berges befindet sich ein steinerner Aussichtsturm. Der Gipfel liegt nach anderen Quellen mit älteren Angaben auf 1089 m, auf der Gemeindegrenze zwischen Achslach und Schwarzach. Die nächsthöheren Berge sind der Breitenauriegel und der Einödriegel jenseits der etwa 580 m hohen Scharte.
Der Hirschenstein ist ein beliebter Berg für Bayerwaldwanderer. Der Schuhfleck ist wohl der größte Wanderwegknoten weit und breit. Zehn Wege treffen hier aus allen Himmelsrichtungen und Orten wie Kalteck, Bernried, Grandsberg, Rettenbach und Sankt Englmar zusammen.
Vom Schuhfleck aus gibt es vier Wanderwege zum Hirschenstein. Der Hirschensteingipfel mit seiner exponierten Lage und dem sieben Meter hohen Aussichtsturm beschert eine im Bayerischen Wald einzigartige Aussicht. Sie reicht im Osten vom Großen Arber bis zum Dreisessel, im Süden von Deggendorf bis Straubing und im Westen bis zum Gallner. An etwa zwanzig Tagen im Jahr sind die Alpen vom Dachstein bis zur Zugspitze ungehindert zu erkennen.

## Umwelt
Der Gipfel und ein großer Anteil der Hangflächen gehören zum FFH-Gebiet Deggendorfer Vorwald.

## Geotop
Die Gneisgipfelklippen des Hirschenstein sind vom Bayerischen Landesamt für Umwelt als wertvolles Geotop (Geotop-Nummer: 278R011) ausgewiesen.

## Aussichtsturm
Der 7 m hohe Aussichtsturm ist das Erkennungsmerkmal des Hirschenstein. Er wurde 1921 von der Sektion München des Bayerischen Wald-Vereins errichtet, 1971 erstmals renoviert und an die Sektion Bernried übergeben. 1995 hat diese Sektion mit Unterstützung der umliegenden Gemeinden die Wendeltreppe ausgetauscht und schadhafte Stellen ausgebessert, so dass der Turm wieder für längere Zeit den Besuchern gute Dienste erweisen kann. Ein Service für alle Weitseher bilden die vor einigen Jahren von Otto Wartner, Sektion Mitterfels, am Turmgeländer angebrachten Hinweise mit den vom Turm zu erkennenden Objekten und deren Entfernungen.